# اوسرفیلگراتن
اوسرفیلگراتن (به آلمانی: Außervillgraten) یک شهر در اتریش است که در لاینس واقع شده‌است. اوسرفیلگراتن ۷۹٫۱ کیلومتر مربع مساحت دارد ۱٬۲۸۷ متر بالاتر از سطح دریا واقع شده‌است.